# دگانا
دگانا (به انگلیسی: Degana) یک منطقهٔ مسکونی در هند است که در راجستان واقع شده‌است. دگانا ۳۴٬۳۱۵ نفر جمعیت دارد و ۳۵۳ متر بالاتر از سطح دریا واقع شده‌است.